# Suchoj Su-30
Suchoj Su-30, förkortat Su-30 (ryskaː Сухой Су-30, Су-30. NATO-rapporteringsnamn: Flanker-C), är en vidareutveckling av det ryska jaktflygplanet Suchoj Su-27. Su-30 är ett enhetsflygplan. Det har förmåga att utföra stridsuppdrag både som jaktflygplan och attackflygplan och kan attackera land, sjö och luftmål i alla väder dag som natt.

## Historia
Su-30 utvecklades från det tvåsitsiga träningsflygplanet Su-27PU under det sena 1980-talet. Det fick större bränsletankar och kunde på så sätt flyga mycket längre. Det fick även ny modern teknik i förarkabinen och bättre radar. Utöver detta utvecklades även flera nya vapensystem som kraftigt ökade planets slagkraft, bland annat med sjömålsrobotar och diverse långdistansmissiler. Su-30 var tänkt att produceras i stora antal till det sovjetiska flygvapnet men efter Sovjetunionens sammanbrott saknade Ryssland ekonomiska medel för att köpa in planet.
Sukhoj fortsatte utveckla Su-30 och under 1990- och 2000-talet presenterades flera avancerade varianter av planet, till exempel Su-35 och Su-37. Under slutet av 2000-talet hade Rysslands ekonomi förbättrats och under 2009 beställdes en första serie på 30 plan av Suchoj, Su-30SM. År 2013 hade Ryssland totalt 60 Su-30 under beställning.

## Export
Då Rysslands nuvarande ekonomi inte tillåter[när?] några större inköp av militära jetflyg har marknaden för Su-30 främst funnits i export. Den första exportvarianten av Su-30 visades upp för första gången under en flyguppvisning i Paris 1993. Planet har blivit populärt, då dess prestanda jämförs med moderna amerikanska jaktflygplan som F-15E. Kina och Indien är de största importörerna av planet och Indien bygger sedan 1997 en version av Su-30 (Su-30MKI) på licens. Flera mindre länder som  Venezuela, Algeriet och Indonesien har även Su-30 i sina flygvapen.

## Användare
| Användare             | Varianter                | Antal                                                                               |
| --------------------- | ------------------------ | ----------------------------------------------------------------------------------- |
| Algeriet              | Su-30MKA                 | 58 (varav 1 har kraschat.)                                                          |
| Angola                | Su-30K/Su-30SM           | 12                                                                                  |
| Armenien              | Su-30SM                  | 4 (saknar missiler.)                                                                |
| Belarus               | Su-30SM                  | 4 (av 12 beställda.) Ryssland har överfört minst 3. Uganda har överfört 2 Su-30MK2. |
| Indien                | Su-30MKI                 | Ca 280 (varav ca 10 har kraschat.)                                                  |
| Indonesien            | Su-30MK2                 | 11                                                                                  |
| Kina                  | Su-30MKK/Su-30MK2        | 100 (varav 1 har kraschat.)                                                         |
| Kazakstan             | Su-30SM                  | 20 (av 24 beställda.)                                                               |
| Malaysia              | Su-30MKM                 | 18                                                                                  |
| Myanmar (Burma)       | Su-30SME                 | 2 (av 6 beställda.)                                                                 |
| Ryssland              | Su-30M2/Su-30SM/Su-30SM2 | 111 (av 116 beställda.)                                                             |
| Uganda                | Su-30MK2                 | 6 (varav 2 överförda till Belarus.)                                                 |
| Venezuela             | Su-30MK2V                | 24 (varav 11 operativa. Tre har kraschat.)                                          |
| Vietnam               | Su-30MK2V                | 36                                                                                  |
| Sammanlagd produktion | Sammanlagd produktion    | 686+                                                                                |

## Varianter
- Su-30: Prototyp under det tidiga 1990-talet.
- Su-30K: Typ av standard utförande, 50 stycken sålda till Indien, de blev senare uppdaterade till Su-30MKI.
- Su-30KI: Typ som Rysslands nuvarande Su-27or är planerade att uppdateras till.
- Su-30KN: Modifierad version av dubbelsitsiga Su-27, Su-30 och Su-30K.
- Su-30M: Modifierad version av det dubbelsitsiga träningsplanet Su-27PU.
- Su-30MK: Första varianten för export, från 1993.
- Su-30M2: Uppdaterad Su-30MK med Canardvingar fram.
- Su-30MKA: Specialversion byggd för Algeriet, har mycket fransk teknik.
- Su-30MKI: Exportversion till Indien, inkluderar fransk och israelisk teknik.
- Su-30MK2: Exportversion till Kina.
- Su-30MKM: Specialbyggd version för Malaysia, har elektronik från Ryssland, Frankrike och Sydafrika.
- Su-30MKV: Version för Venezuela, kommer troligen bli mycket lik Su-30MK2.
- Su-30MK2V: Su-30MKK med uppdaterad elektronik och nya antifartygsrobotar.
- Su-30MK3: Su-30MKK med modifierad radar och nya vapensystem.
- Su-30SM : Version beställd av Ryssland och Kazakstan baserad på Su-30MKI.
- Su-30SM2 : Uppdaterad Su-30SM med funktioner från Su-35S. Tidigare kallad Su-30SMD.

## Bilder

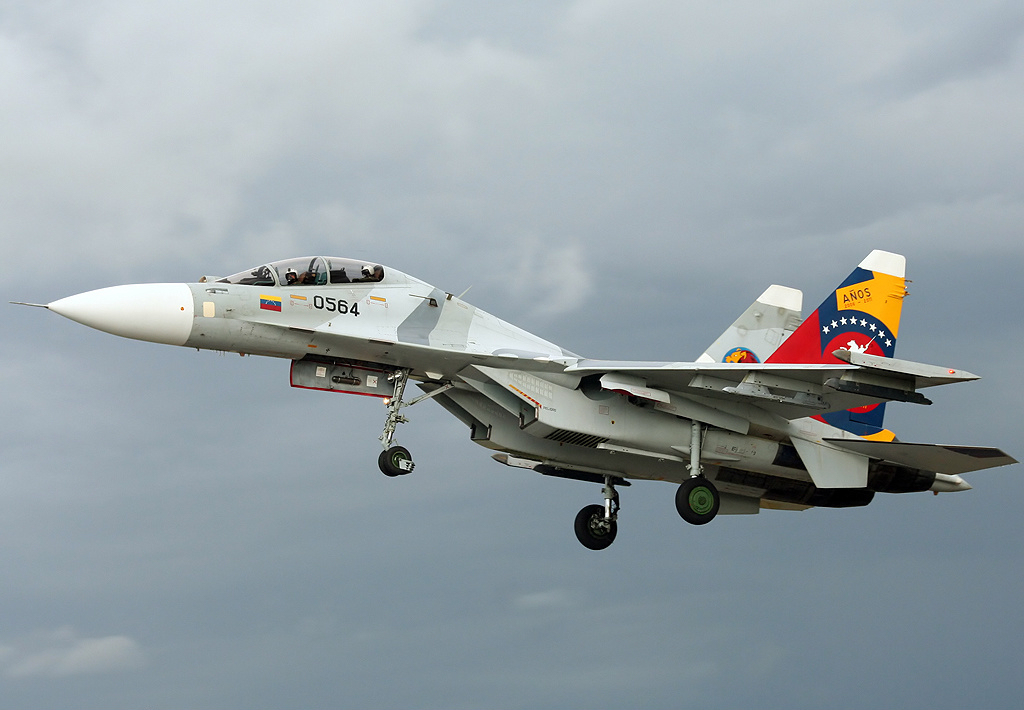
Su-30MK2.
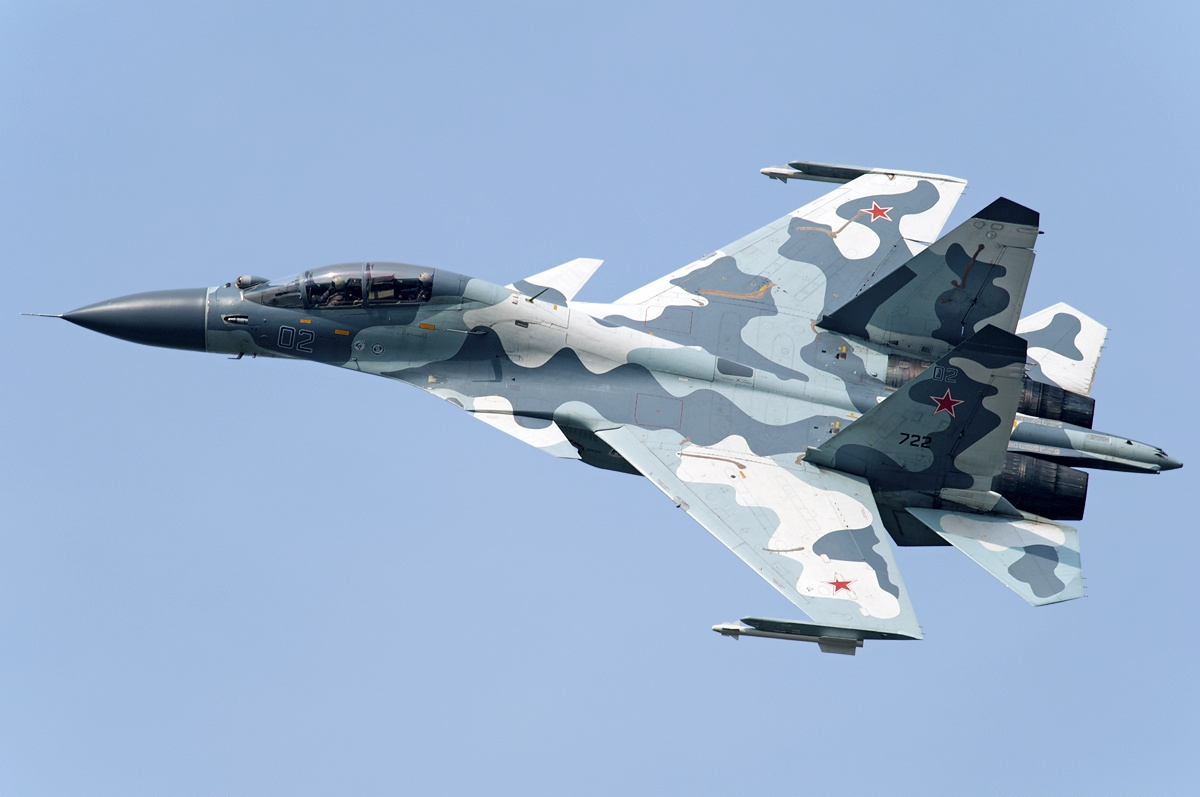
Su-30MKI tillhörande det ryska flygvapnet.
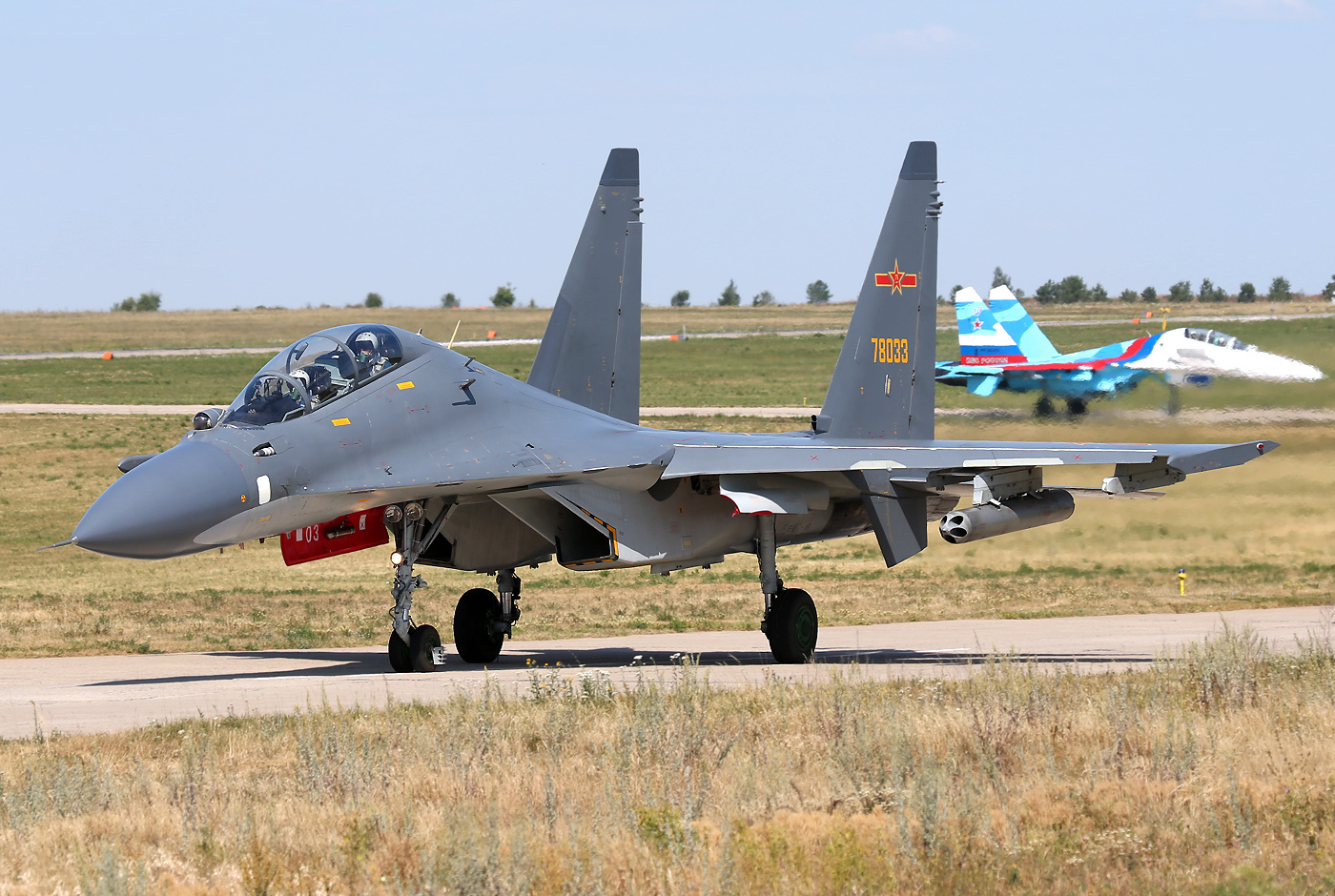
Su-30MKK.
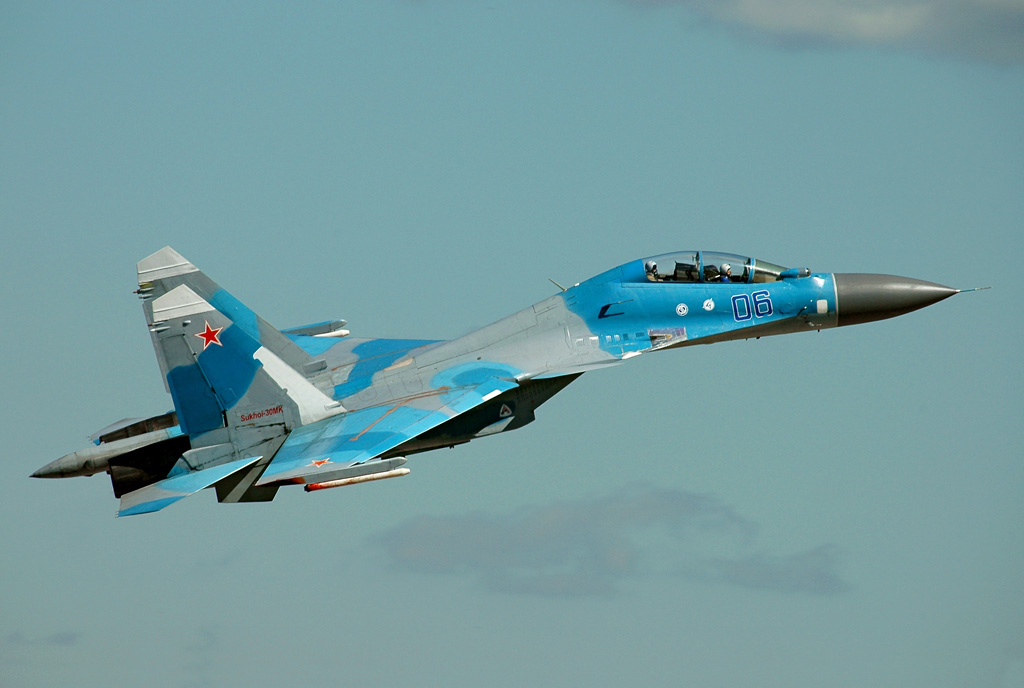
Su-30MK.
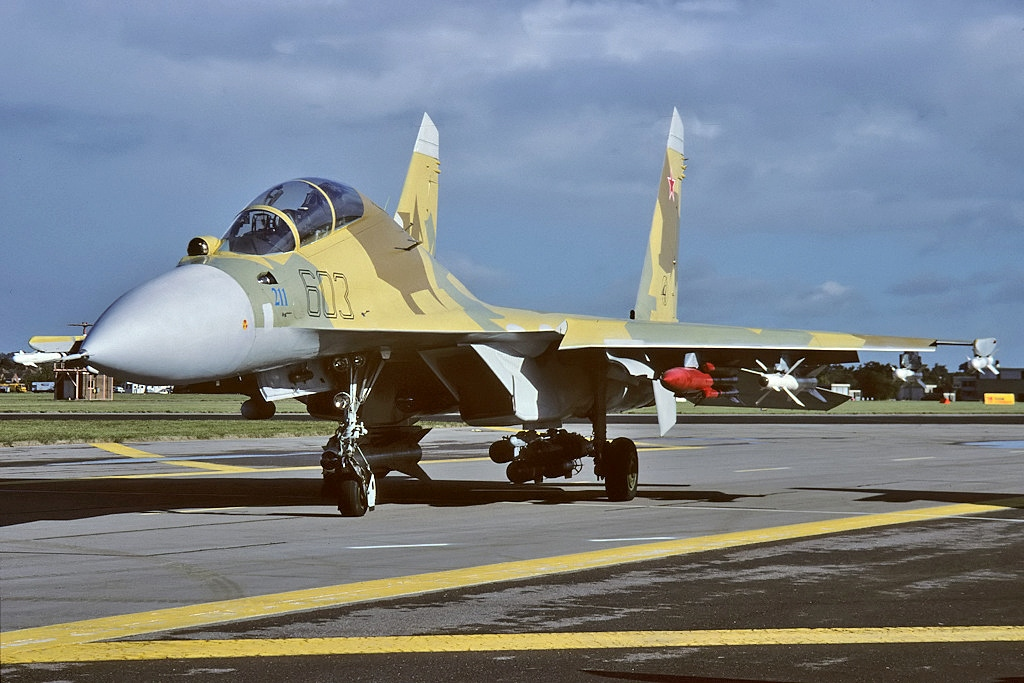
Su-30M.
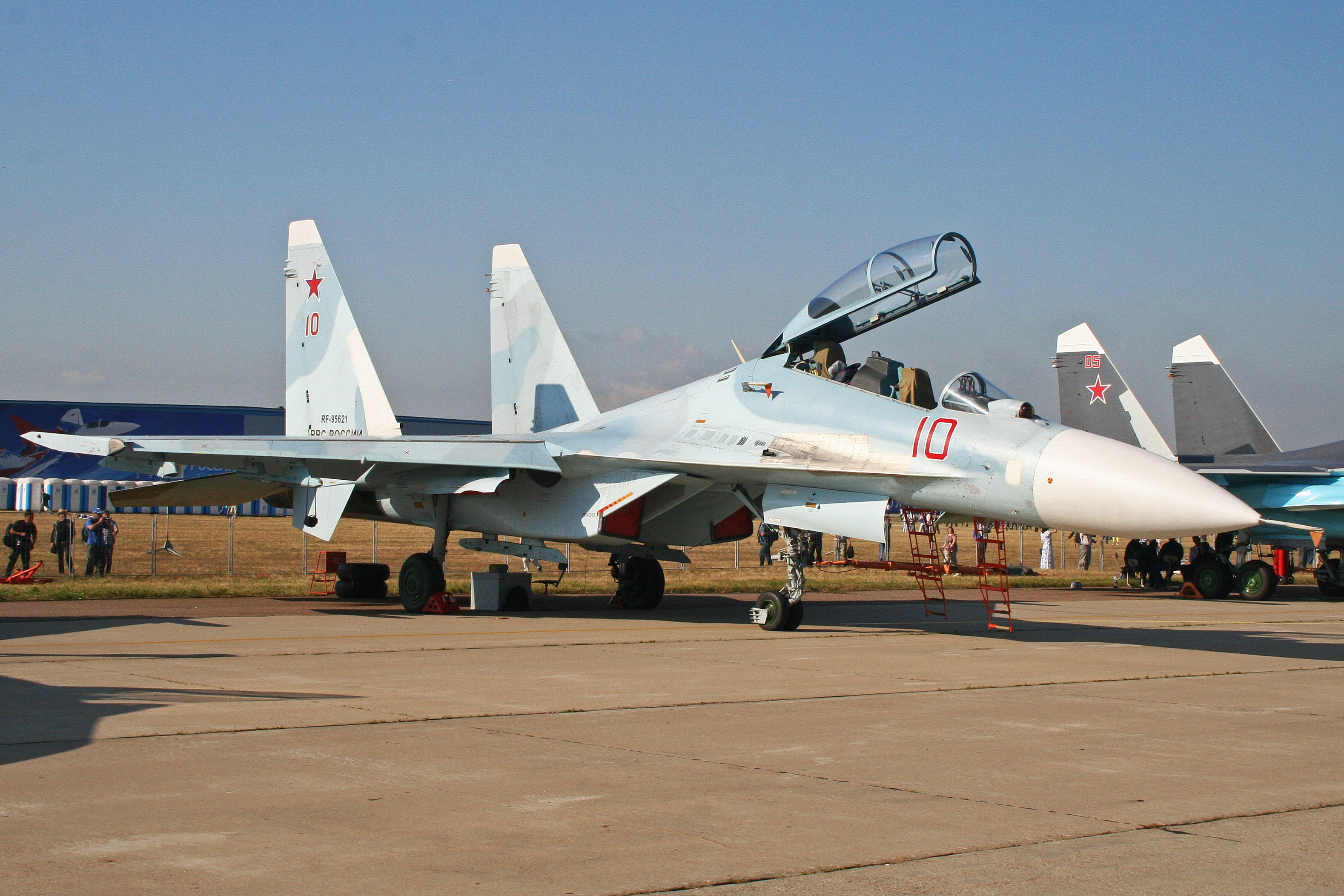
Su-30M2.